# Kyriákos Charakídis
Kyriákos Charakídis (en grec Κυριάκος Χαρακίδης) est un homme politique grec.

## Biographie
Aux élections législatives grecques de janvier 2015, il est élu député au Parlement grec sur la liste de La Rivière dans la circonscription de Dráma.